# Xanthoparmelia knudsenii
Xanthoparmelia knudsenii är en lavart som beskrevs av Elix, A. Thell & Søchting. Xanthoparmelia knudsenii ingår i släktet Xanthoparmelia och familjen Parmeliaceae.   Inga underarter finns listade i Catalogue of Life.